# Dhangadhi
Dhangadhi è una città del Nepal occidentale, sul confine con l'India.
È la capitale del distretto di Kailali, nella provincia Sudurpashchim Pradesh.
Si tratta di un grosso centro, sui monti Siwalik all'estremità nord-occidentale del paese.
Le coltivazioni "a terrazzo" permettono lo sfruttamento del terreno a favore di culture quali il riso, lo iuta e le patate.
È sede di un importante mercato del bestiame.